# Kilwinning Abbey

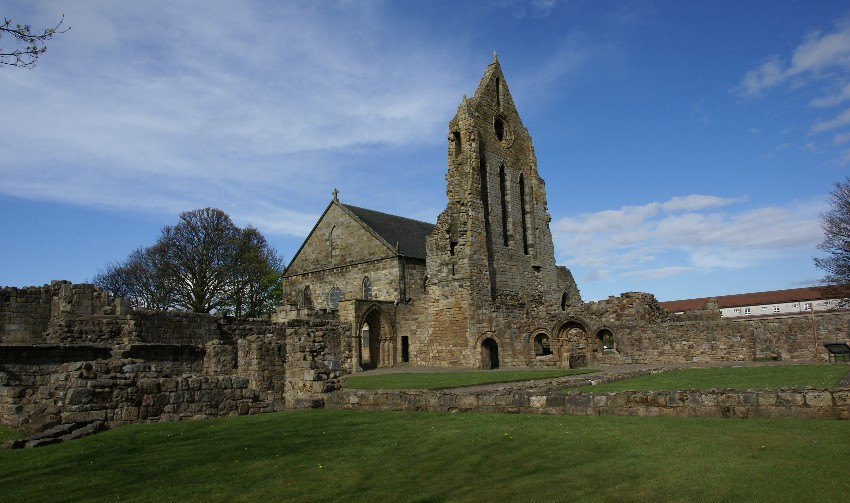
Ruinen der Kilwinning Abbey

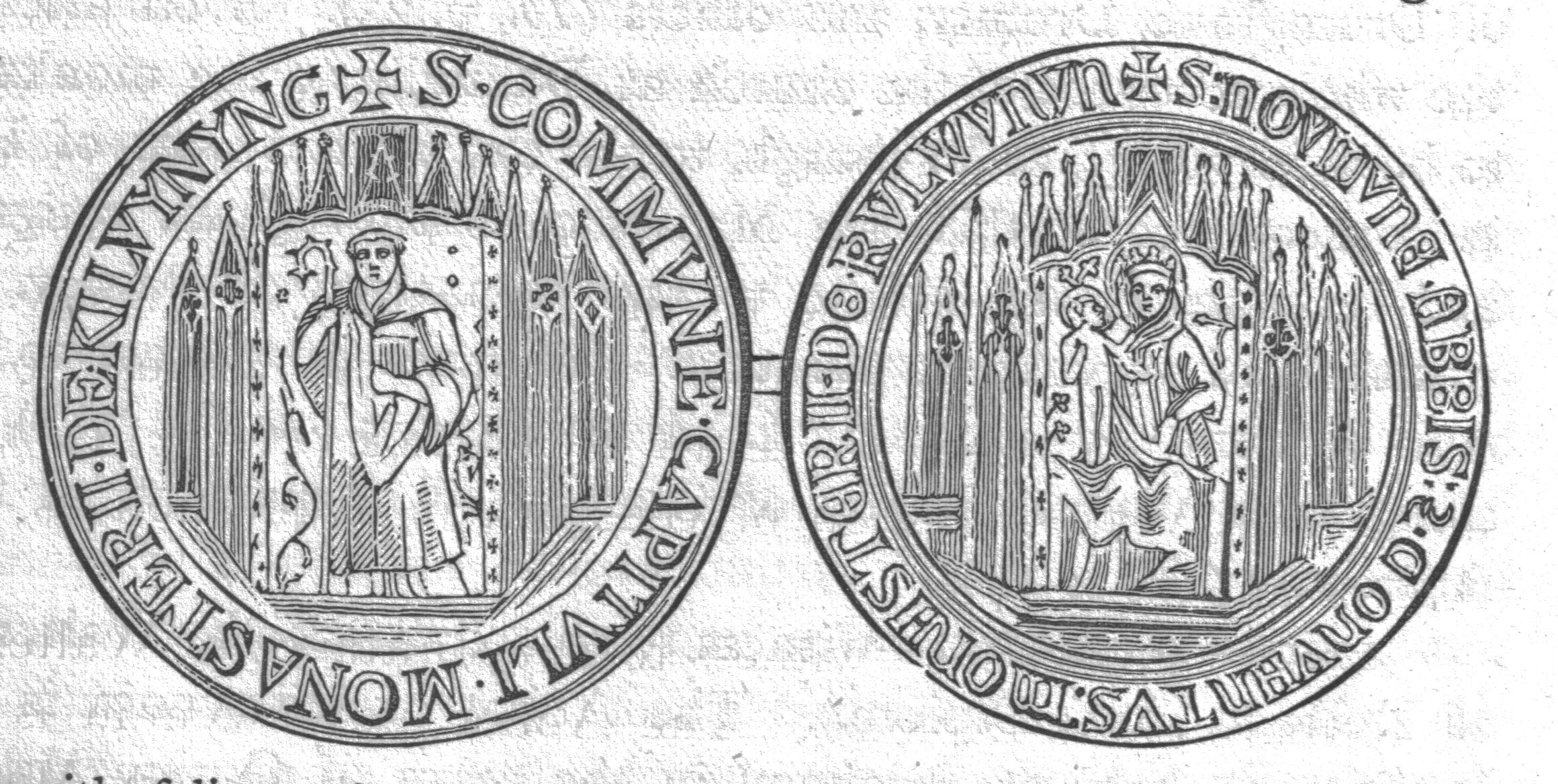
Klostersiegel

Die Kilwinning Abbey (deutsch: Abtei Kilwinning) ist eine ehemalige Abtei der Benediktiner in der schottischen Stadt Kilwinning in der Council Area North Ayrshire. 1971 wurden die Ruinen in die schottischen Denkmallisten in der höchsten Denkmalkategorie A aufgenommen. Die Einstufung wurde jedoch 2018 aufgehoben. Weiterhin ist die Anlage als Scheduled Monument klassifiziert.

## Geschichte
Identität und Herkunft des Heiligen Winning sind bisher nicht geklärt. Es könnte sich um einen irischstämmigen Mönch namens Wynnin, Finnian oder Finan handeln. Andere Quellen sprechen von einer schottischen oder walisischen Herkunft. Dieser soll im 6. Jahrhundert eine Kirche am Standort des späteren Klosters errichtet haben. Die Klostergründung geht auf Richard de Morville zurück und wird um das Jahr 1162 datiert. Bis zum Ende des Jahrhunderts war der Bau der Anlagen bereits weit fortgeschritten, wurde dann jedoch abgebrochen. Eine weitere Bauphase zu Beginn des folgenden Jahrhunderts wurde wahrscheinlich nie vollständig ausgeführt.
Die Geschichte des Klosters verlief in den folgenden Jahrhunderten verhältnismäßig ereignislos. Um 1530 lebten dort 16 Mönche. Im Zuge der schottischen Reformation im Jahre 1560 vertrieb eine protestantische Gruppierung angeführt von den Earls of Argyll, Arran und Glencairn die verbliebenen Mönche. Mit Ausnahme der Klosterkirche, die bis zum Bau eines Ersatzgebäudes im Jahre 1775 als Gemeindekirche diente, verfielen die Anlagen ab diesem Zeitpunkt und befanden sich spätestens seit 1591 in einem ruinösen Zustand.

## Beschreibung

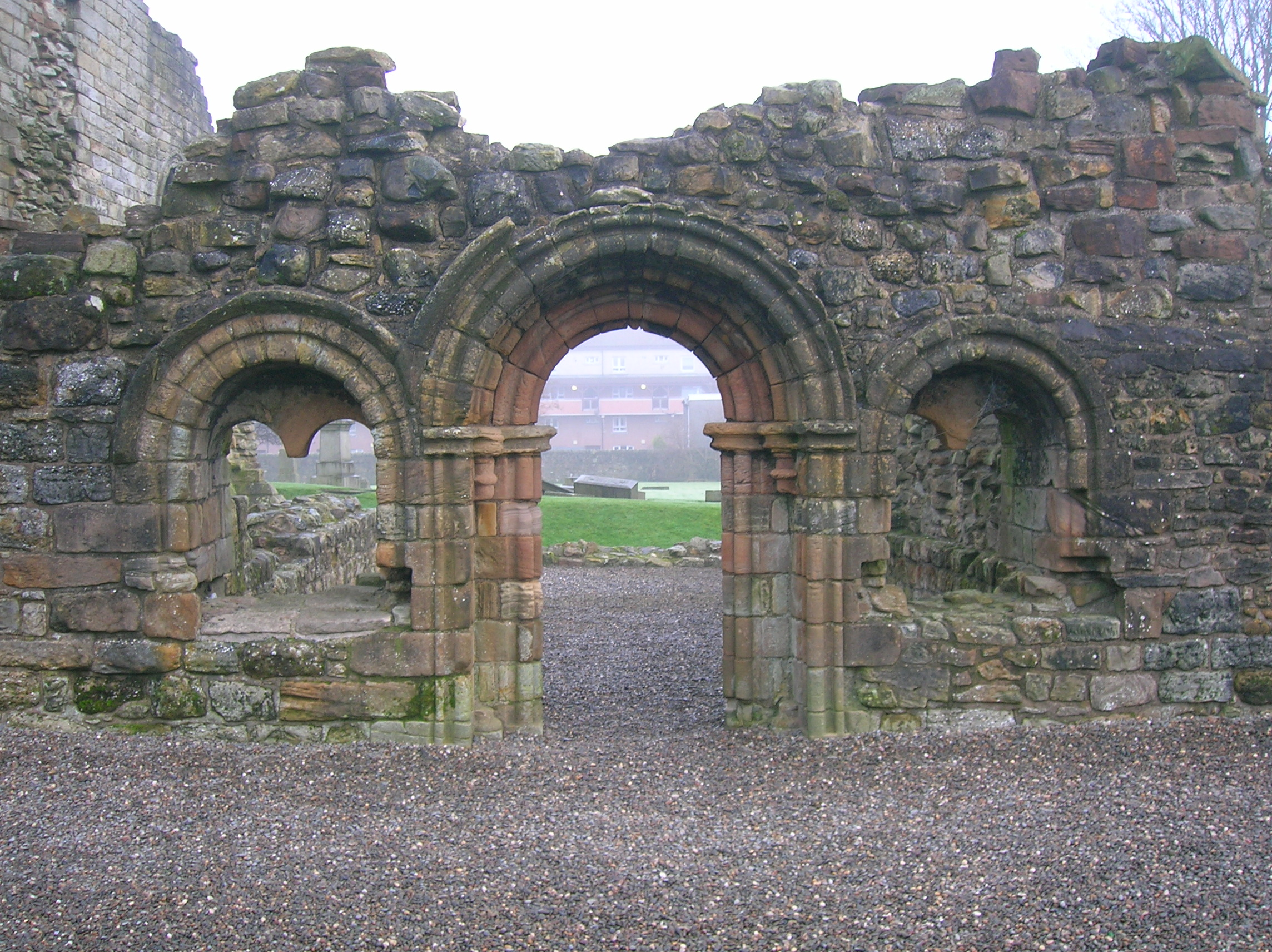
Zugang zum Kapitelsaal

Das ehemalige Kloster befindet sich im Zentrum von Kilwinning. Es sind nur wenige Mauerfragmente erhalten. Hierzu zählt ein Fragment des Südgiebels des Querhauses der Klosterkirche mit drei Lanzettfenstern und der darüberliegenden Aussparung für eine Fensterrose. Des Weiteren ist der Eingang zum Kapitelhaus an dessen Westseite mit einem längeren Mauerstück erhalten. Architektonisch sind deutliche Parallelen zu den Schwesterklöstern Kelso Abbey und Arbroath Abbey erkennbar.